# Ryszard Wojciechowski (1932–2012)
Ryszard Feliks Wojciechowski (ur. 18 sierpnia 1932 w Łodzi, zm. 8 kwietnia 2012 tamże) – polski działacz polityczny (opozycyjny, następnie samorządowy) i harcmistrz, radny Rady Miejskiej w Łodzi (1990–1993).

## Życiorys
Wojciechowski w latach 1943–1950 i 1956–1964 działał w harcerstwie. W 1954 ukończył Wieczorową Szkołę Inżynieryjną, w 1956 został harcmistrzem, należał do Kręgu Instruktorów Mieczysława Bema. Od 1951 do 1981 pracował w łódzkich przedsiębiorstwach, w latach 1951–1955 pracował w łódzkim Przedsiębiorstwie Budownictwa Miejskiego, następnie do 1964 w Przedsiębiorstwie Budownictwa Przemysłowego, w latach 1965–1978 w Przedsiębiorstwie Budownictwa Przemysłu Maszynowego.
W latach 1978–1981 pracował w Bełchatowsko-Pomorskim Kombinacie Budowy Elektrowni w Bełchatowie, jednocześnie od 1977 zajmując się kolportażem prasy niezależnej. Od 1980 był współorganizatorem Komitetu Założycielskiego i wiceprzewodniczącym Komitetu Założycielskiego „Solidarności” w Dyrekcji Budowy Szczerców w BPKBE w Bełchatowie. W latach 1980–1981 był członkiem Międzyzakładowego Komitetu Założycielskiego „Ziemia Łódzka”. Od maja 1981 był delegatem na I Walne Zebranie Delegatów Regionu Ziemia Łódzka oraz członkiem Zarządu Regionalnego. W 1981 był współorganizatorem i wiceprzewodniczącym Delegatury Zarządu Regionalnego Ziemia Łódzka w Bełchatowie, gdzie odpowiadał za organizację akcji strajkowych. W październiku 1981 był współorganizatorem i członkiem „gabinetu cieni” Zarządu Regionalnego na wypadek wprowadzenia stanu wojennego. Po 13 grudnia z Ryszardem Patzerem, Januszem Kenicem i Markiem Krakusem współorganizował Tajny Tymczasowy Zarząd Regionu, w ramach którego odpowiadał za sprawy organizacyjne, pomoc prawną dla represjonowanych i organizację manifestacji. W 1982 był współzałożycielem, wydawcą oraz drukarzem pisma „Biuletyn Informacyjny Solidarność Region Ziemi Łódzkiej”, a także współorganizował manifestacje solidarnościowe w Łodzi. W latach 1987–1988 współtworzył Niezależny Ruch Kombatantów AK, a w 1988 współzałożył Towarzystwo Gospodarcze w Warszawie i jego oddział w Łodzi, będąc członkiem jego zarządu.
W czerwcu 1989 był sygnatariuszem deklaracji powołania organizacji harcerskiej ZHP-1918. Współtworzył Łódzkie Porozumienie Obywatelskie oraz Poleskie Porozumienie Obywatelskie. W latach 1990–1993 był radnym miasta Łodzi. W okresie od 1990 do 1992 był członkiem Zjednoczenia Chrześcijańsko-Narodowego, zasiadając w jego zarządzie w Łodzi. W latach 1992–1994 był współzałożycielem i członkiem Zarządu Ruchu Chrześcijańsko-Narodowego Akcja Polska, następnie Ruchu dla Rzeczypospolitej. Od 2006 był członkiem Prawa i Sprawiedliwości.

## Życie prywatne
Jego córką jest posłanka Agnieszka Wojciechowska van Heukelom.
Został pochowany w alei zasłużonych na cmentarzu Doły w Łodzi.

## Odznaczenia
- Krzyż Wolności i Solidarności (pośmiertnie, 2017)[4],
- Odznaka „Zasłużony Działacz Kultury” (2001),
- Medal za Zasługi w Walce o Niepodległość Polski i Prawa Człowieka 13 XII 1981 – 4 VI 1989 (2001)[1].